# Ерёмин, Олег Владимирович
Оле́г Влади́мирович Ерёмин (род. 9 августа 1979, Лиепая) — российский актёр и театральный режиссёр.

## Биография
Родился в Лиепае Латвийская ССР (ныне — Латвия).
Первое образование получил в Институте Транспорта и Связи в Риге.
В 2006 году окончил Санкт-Петербургскую государственную академию театрального искусства по специальности актёрское искусство, в 2008 году получил диплом режиссёра (курс — Вениамина Фильштинского). Выпускной спектакль «Муха» был поставлен режиссёром в пространстве акустической трубы на 6-м ярусе Александринского театра с народной артисткой России Галиной Карелиной и вызвал резонанс в театральной среде.
По окончании академии принял приглашение Валерия Фокина, художественного руководителя Александринского театра в Санкт-Петербурге и стал штатным режиссёром и актёром театра. В 2007 году получил заглавную роль в «Чайке» Чехова (Треплев) в постановке польского режиссёра Кристиана Люпа, также играет в спектакле «Эдип-царь» (режиссёр — Теодорос Терзопулос).
За время работы в Александринском театре в качестве ассистента режиссёра сотрудничал с Андреем Могучим, Юрием Бутусовым, Валерием Фокиным, Камой Гинкасом.
В 2013 году прошел режиссёрскую стажировку в Линкольн-центре (Нью-Йорк). С 2012 по 2015 год преподавал в Театральной академии на Моховой на актёрском курсе Арвида Зеланда.
Совместно с актёрами Анастасией Балуевой, Марией Лысюк, Марией Лопатиной, Екатериной Крамаренко, Далером Газибековым, Александром Взметневым, Владиславом Ситниковым, художником Сергеем Кретенчуком и продюсером Марией Слоевой создал независимый коллектив в Санкт-Петербурге в 2016 году.
«То, как актёры умеют смотреть на зрителя — в упор и с усмешкой, — станет настоящим психологическим аттракционом для тех, кто ещё не бывал на спектаклях Нового Императорского», — из статьи Анны Сологуб в журнале «Петербургский театрал».

### Семья
Был женат на Юлии Марченко (род. 1980), актрисе. Совместно воспитывают двоих детей.

## Постановки
Пятый театр (Омск)
- 2011 — «Урод» (по пьесе Мариуса фон Майенбурга)

Независимый театральный проект «Intergalaktische kulture», Берлин
- 2012 — «BLOCKADA»                                                                    "BRECHT FESTIVAL"совместно с компанией "Bluespots", г. Аугсбург, Германия.
- 2020 —   "Горации и куриации". (Б. Брехт)

Театр Ленсовета (Санкт-Петербург)
- 2012 — «Смерть коммивояжёра» (по пьесе Артура Миллера)

Челябинский театр драмы имени Наума Орлова
- 2013 — «Последняя любовь» (по пьесе В. Мухарьямова «В тени виноградника»)

Новый Императорский театр
- 2014 — «Холодное дитя» (по пьесе Мариуса фон Майенбурга)
- 2015 — «Вон» (по текстам Д. Хармса)
- 2017 — «Любовь и деньги» (Деннис Келли)
- 2017 — «Троянки» (по пьесе Еврипида)
- 2020 — «Великий пожар» ( по пьесе Р. Шиммельпфенига), совместный проект с Гёте-институтом

«Работать с текстом древнегреческой трагедии очень непросто: как удержать ритм, как не потерять при этом смысл, что делать с хором? Для решения этих и многих других вопросов режиссер спектакля Олег Еремин пользуется, не то сверхархаичными и пратеатральными формами, не то, наоборот, обращается к ультрасовременному театру на грани с инсталляцией», — София Дымшиц о спектакле «Троянки» для портала «Барсук-театровед».
«Трагедия здесь в неистребимом человеческом желании жить, понимая, что жить осталось всего ничего. Век этих женщин в стане врага недолог, как недолго цветение орхидей», — Яна Постовалова о спектакле «Троянки» в Петербургском тетаральном журнале.
Александринский театр (Санкт-Петербург)
- 2015 — «Вон» (по текстам Д. Хармса)
- 2020 — «Вампилов. Пьесы» (по произведениям А. Вампилова)

Сахалинский международный театральный центр имени А. П. Чехова
- 2016 — «Скупой» (по пьесе Мольера)
- 2018 — «Собачье сердце» (Михаил Булгаков)
- 2020 — «Мария Стюарт» (Фридрих Шиллер)
- 2023 — «Порция Кохлан» (Марина Карр)